# Francis William Lascelles
Pour les articles homonymes, voir Lascelles.
Francis William Lascelles (23 mars 1890 – 16 mai 1979) est un fonctionnaire public britannique et Greffier des Parlements de 1953 à 1958.

## Biographie
Membre de la famille Lascelles dirigée par le comte de Harewood, Lascelles est le fils du Lieutenant-colonel Henry Arthur Lascelles, fils de William Lascelles. Sa mère est Caroline Maria Gore, fille de l'Honorable Charles Alexander Gore, commissaire de Bois et de Forêts. Il fait ses études à Winchester College et à Christ Church, à Oxford.
Durant la Première Guerre mondiale il sert dans le régiment du Sussex, atteignant le grade de capitaine et recevant la Croix Militaire.
Il passe la suite de sa carrière en tant que Greffier de la Chambre des Lords. Il devient directeur de la législation de 1925 à 1949. Il est nommé Compagnon de l'Ordre du Bain (CB) en 1937. Il est nommé Greffier adjoint en 1949, et Greffier des Parlements le 27 octobre 1953. Il est nommé commandeur de l'Ordre du Bain (KCB) en 1954 et prend sa retraite à la fin de 1958.
En 1924, il épouse Esmée Marion Enterrer. Ils ont deux fils. Elle est décédée en 1995.